# Chilodes obscura
Chilodes obscura là một loài bướm đêm trong họ Noctuidae.